# 3 Puppis
Désignations
3 Puppis (en abrégé 3 Pup) est une étoile binaire de la constellation de la Poupe. Elle porte également la désignation de Bayer de l Puppis. Sa magnitude apparente est de 3,93.
C'est une supergéante blanche de type spectral A3Iab. Elle est entourée par un nuage de poussière circumstellaire, ce qui est inhabituel pour une étoile supergéante de type A, suggérant qu'elle pourrait être en fait une étoile de faible masse évoluant de la phase branche asymptotique des géantes vers une nébuleuse planétaire.